# Someone to Watch Over Me (альбом)
Someone To Watch Over Me (рус. «Кто-то следит за мной») — третий студийный альбом шотландской певицы Сьюзан Бойл, релиз которого состоялся 1 ноября 2011 года в США и 7 ноября в Великобритании.

## Об альбоме
Исполнительница, вошедшая в музыкальную историю, как самая успешная дебютантка (по версии Soundscan), выпустила третий альбом, для которого записала свои любимые песни. Работая в тесном сотрудничестве с продюсером Стивом Маком, Сьюзан выбирала эмоциональные композиции, которые не оставят слушателя равнодушным, дав посыл задуматься о жизни. Альбом вмещает в себя самые разнообразные эмоции — от позитивных и светлых до драматичных и мрачных.
Песню «You Have To Be There», которая открывает альбом, Сьюзан исполнила 31 августа 2011 года на шоу «America’s Got Talent».
Две песни в альбоме («This Will Be The Year» и «Return») являются оригинальными, специально написанными для Сьюзан.
1 ноября 2011 года, в честь выхода альбома, состоялась премьера музыкального видео на песню «Autumn Leaves».

## Варианты релиза
Альбом вышел в трех вариантах:
- Regular Edition (стандартное издание) — 10 песен[9];
- Japan Editon (японское издание) — 12 песен[10];
- Special Edition (специальное издание) — со стандартной и альтернативной обложками, 10 песнями и бонусным DVD-диском, содержащим музыкальные видеоклипы[11].

## Список композиций
| №   | Название                   | Автор(ы)                       | Первоначальный исполнитель | Длительность |
| --- | -------------------------- | ------------------------------ | -------------------------- | ------------ |
| 1.  | «You Have To Be There»     | Benny Andersson, Bjorn Ulvaeus | Из мюзикла «Kristina»      | 3:55         |
| 2.  | «Unchained Melody»         | Hy Zaret, Alex North           | The Righteous Brothers     | 3:48         |
| 3.  | «Enjoy the Silence»        | Martin Lee Gore                | Depeche Mode               | 4:13         |
| 4.  | «Both Sides Now»           | Joni Mitchell                  | Joni Mitchell              | 3:30         |
| 5.  | «Lilac Wine»               | James H. Shelton               | Elkie Brooks               | 3:16         |
| 6.  | «Mad World»                | Roland Orzabal                 | Tears for Fears            | 4:03         |
| 7.  | «Autumn Leaves»            | Paolo Nutini, Jim Duguid       | Johnny Mercer, Jo Stafford | 2:56         |
| 8.  | «This Will Be The Year»    | A. Sande, S. Khan, Josh Kear   |                            | 3:55         |
| 9.  | «Return»                   | Steve Mac, Wayne Hector        |                            | 2:58         |
| 10. | «Someone To Watch Over Me» | George Gershwin, Ira Gershwin  | Из мюзикла «Oh, Kay!»      | 1:17         |

| №   | Название                            | Автор(ы)                       | Первоначальный исполнитель    | Длительность |
| --- | ----------------------------------- | ------------------------------ | ----------------------------- | ------------ |
| 11. | «Ue o Muite Arukō» (The First Star) | Rokusuke Ei, Hachidai Nakamura | Kyu Sakamoto                  | 4:01         |
| 12. | «Third Man Theme»                   | Anton Karas                    | Из кинофильма «The Third Man» | 1:22         |

| №  | Название               | Режиссёр | Длительность |
| -- | ---------------------- | -------- | ------------ |
| 1. | «You Have To Be There» |          | 4:16         |
| 2. | «Unchained Melody»     |          | 4:07         |
| 3. | «Autumn Leaves»        |          | 3:12         |
| 4. | «Perfect Day»          | Lou Reed | 4:28         |

## Над альбомом работали

### Запись
- Композиторы — Бенни Андерсон, Джим Дугуид, Джордж Гершвин, Джордж Гершвин, Ира Гершвин, Бенни Горан, Мартин Л. Гор, Уэйн Гектор, Джош Кир, Стив Мак, Джони Митчелл, Алекс Норт, Паоло Нутини, Роланд Орзэбэл, Джеймс Х. Шелтон, Бьорн Улваойс, Hy Zaret
- Клавишные — Дэйв Арч, Стив Мак
- Гитара — Пол Гендлер, Джон Парричелли
- Барабаны — Дуг Харпер, Крис Лос
- Бас — Стив Пирс, Крис Лоуренс
- Аранжировщик — Стив Мак
- Вокал — Сьюзан Бойл
- Дополнительный вокал — «LJ singers», Мэй Маккенна

### Ответственные за выпуск
- Продюсер — Стив Мак
- Переводчик — Герберт Крецмер
- Копиист — Джон Бейкер
- Координирование — Никки Л’Ами
- Помощник оркестрового инженера — Фиона Круикшэнк
- Программинг — Крис Лос
- Инженеринг — Крис Барретт, Крис Лос, Дэнн Пурси
- Мастеринг — Владо Меллор
- Сведение — Рен Свон
- Ассистент сведения — Дэнн Пурси[27]

## В чартах мира
| Чарты (2011)                             | Наивысшая позиция | Year-end 2011 |
| ---------------------------------------- | ----------------- | ------------- |
| Global Album Chart (Мир)                 | 4                 | 40            |
| Billboard 200 (США)                      | 4                 | 156           |
| UK Albums Chart (Великобритания)         | 1                 | —             |
| ARIA Charts (Австралия)                  | 1                 | —             |
| Dutch Charts (Нидерланды)                | 18                | —             |
| Canadian Albums Chart (Канада)           | 6                 | —             |
| IRMA (Ирландия)                          | 11                | —             |
| New Zealand Music Chart (Новая Зеландия) | 2                 | —             |
| Swiss Music Charts (Швейцария)           | 47                | —             |
| Swedish Album Chart (Швеция)             | 9                 | —             |
| Finnish Album Chart (Финляндия)          | 38                | —             |
| French Album Chart (Франция)             | 97                | —             |
| Belgian Albums Chart (Фландрия)          | 4                 | —             |
| Belgian Albums Chart (Валлония)          | 39                | —             |
| Portuguese Albums Chart (Португалия)     | 145               | —             |
| Norwegian Albums Chart (Норвегия)        | 20                | —             |

| Страна         | Статус        | Продажи  |
| -------------- | ------------- | -------- |
| Австралия      | Платиновый-2x | 140 000+ |
| Новая Зеландия | Платиновый    | 15 000+  |

|  | Некоторые внешние ссылки в этой статье ведут на сайты, занесённые в спам-лист.Эти сайты могут нарушать авторские права, быть признаны неавторитетными источниками или по другим причинам быть запрещены в Википедии. Редакторам следует заменить такие ссылки ссылками на соответствующие правилам сайты или библиографическими ссылками на печатные источники либо удалить их (возможно, вместе с подтверждаемым ими содержимым). Список проблемных ссылок - japanese.about.com/od/japanesemusic/a/Ue-O-Muite-Arukou-By-Kyuu-Sakamoto-Sukiyaki-Song.htm |